# Danh sách sân bay tại Nam Sudan

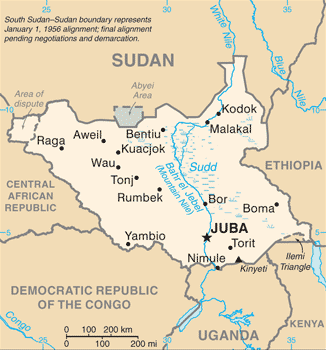
Bản đồ Nam Sudan

Đây là một danh sách các sân bay tại Nam Sudan, được sắp xếp theo vị trí.

## Sân bay
Tên sân bay được in đậm cho biết sân bay có các chuyến bay của những hãng hàng không thương mại.
| Thành phố phục vụ  | Bang               | ICAO | IATA | Tên sân bay            |
| ------------------ | ------------------ | ---- | ---- | ---------------------- |
| Sân bay công cộng  |                    |      |      |                        |
| Adareil            | Thượng Nin         |      | AEE  | Sân bay Adareil        |
| Akobo              | Jonglei            | HSAK |      | Sân bay Akobo          |
| Aweil (Uwayl)      | Bắc Bahr el Ghazal | HSAW |      | Sân bay Awiel          |
| Bentiu             | Unity              | HSBT |      | Sân bay Bentiu         |
| Bor                | Jonglei            | HSBR |      | Sân bay Bor            |
| Duar               | Unity              |      |      | Sân bay Thar Jath      |
| Gogrial (Qaqriyal) | Warrap             | HSGO |      | Sân bay Gogrial        |
| Juba               | Trung Equatoria    | HSSJ | JUB  | Sân bay quốc tế Juba * |
| Kajo Keji          | Trung Equatoria    | HSKJ |      | Sân bay Kajo Keji      |
| Kapoeta            | Đông Equatoria     | HSKP |      | Sân bay Kapoeta        |
| Malakal            | Thượng Nin         | HSSM | MAK  | Sân bay Malakal *      |
| Maridi             | Tây Equatoria      | HSMD |      | Sân bay Maridi         |
| Nimule             | Đông Equatoria     | HSNM |      | Sân bay Nimule         |
| Paloich            | Thượng Nin         | HSFA |      | Sân bay Paloich        |
| Pochalla           | Jonglei            | HSPA |      | Sân bay Pochalla       |
| Pibor              | Jonglei            | HSPI |      | Sân bay Pibor          |
| Raga               | Tây Bahr el Ghazal | HSRJ |      | Sân bay Raga           |
| Renk               | Thượng Nin         | HSRN |      | Sân bay Renk           |
| Rumbek             | Lakes              | HSMK | RBX  | Sân bay Rumbek         |
| Tonj (Tong)        | Warrap             | HSTO |      | Sân bay Tonj           |
| Torit              | Đông Equatoria     | HSTR |      | Sân bay Torit          |
| Tumbura            | Tây Equatoria      | HSTU |      | Sân bay Tumbura        |
| Wau                | Tây Bahr el Ghazal | HSWW | WUU  | Sân bay Wau            |
| Yambio             | Tây Equatoria      | HSYA |      | Sân bay Yambio         |
| Yei                | Trung Equatoria    | HSYE |      | Sân bay Yei            |
| Yirol              | Lakes              | HSYL |      | Sân bay Yirol          |